# Trias verrucosa
Trias verrucosa är en orkidéart som beskrevs av Z.J.Liu, S.C.Chen och S.P.Lei. Trias verrucosa ingår i släktet Trias och familjen orkidéer. Inga underarter finns listade i Catalogue of Life.